# Mistrzostwa Europy w Zapasach 2002
54. Mistrzostwa Europy w zapasach odbyły się w kwietniu i maju. W stylu klasycznym i stylu wolnym kobiet walczono w Seinäjoki, a w stylu wolnym mężczyzn w Baku.

## Styl klasyczny

### Medaliści
| Konkurencja | Złoto             | Srebro               | Brąz                 |
| ----------- | ----------------- | -------------------- | -------------------- |
| -55 kg      | Rienat Bikkinin   | Tenjo Tenew          | Dariusz Jabłoński    |
| -60 kg      | Armen Nazarian    | Rustem Mambietow     | Djamel Ainaoui       |
| -66 kg      | Şeref Eroğlu      | Manuczar Kwirkwelia  | Micha’el Bajlin      |
| -74 kg      | Badri Chasaia     | Warteres Samurgaszew | Marko Yli-Hannuksela |
| -84 kg      | Hamza Yerlikaya   | Ara Abrahamian       | Wiaczasłau Makaranka |
| -96 kg      | Gogi Koguaszwili  | Siarhiej Lisztwan    | Dawyd Sałdadze       |
| -120 kg     | Jurij Patrikiejew | Mihály Deák-Bárdos   | Juha Ahokas          |

### Tabela medalowa
| Lp. | Państwo   | Złoto | Srebro | Brąz |
| --- | --------- | ----- | ------ | ---- |
| 1   | Rosja     | 3     | 2      | 0    |
| 2   | Turcja    | 2     | 0      | 0    |
| 3   | Gruzja    | 1     | 1      | 0    |
|     | Bułgaria  | 1     | 1      | 0    |
| 5   | Białoruś  | 0     | 1      | 1    |
| 6   | Węgry     | 0     | 1      | 0    |
|     | Szwecja   | 0     | 1      | 0    |
| 8   | Finlandia | 0     | 0      | 2    |
| 9   | Izrael    | 0     | 0      | 1    |
|     | Francja   | 0     | 0      | 1    |
|     | Ukraina   | 0     | 0      | 1    |
|     | Polska    | 0     | 0      | 1    |

## Styl wolny

### Medaliści
| Konkurencja | Złoto                       | Srebro            | Brąz                 |
| ----------- | --------------------------- | ----------------- | -------------------- |
| -55 kg      | Nazim Əlicanov              | Ghenadi Tulbea    | Aleksandr Kontojew   |
| -60 kg      | Arif Kama                   | Wasyl Fedoryszyn  | Arif Abdullayev      |
| -66 kg      | Zaur Botajew                | Elman Əsgərov     | Nikołaj Pasłar       |
| -74 kg      | Árpád Ritter                | Murad Hajdarau    | Magomied Isagadżyjew |
| -84 kg      | Sażyd Sażydow               | Biejbułat Musajew | Rewaz Mindoraszwili  |
| -96 kg      | Kuramagomied Kuramagomiedow | Eldar Kurtanidze  | Fatih Çakıroğlu      |
| -120 kg     | Dawid Musulbies             | Dawit Otiaszwili  | Zekeriya Güçlü       |

### Tabela medalowa
| Lp. | Państwo     | Złoto | Srebro | Brąz |
| --- | ----------- | ----- | ------ | ---- |
| 1   | Rosja       | 4     | 0      | 2    |
| 2   | Azerbejdżan | 1     | 1      | 1    |
| 3   | Turcja      | 1     | 0      | 2    |
| 4   | Węgry       | 1     | 0      | 0    |
| 5   | Gruzja      | 0     | 2      | 1    |
| 6   | Białoruś    | 0     | 2      | 0    |
| 7   | Ukraina     | 0     | 1      | 0    |
|     | Mołdawia    | 0     | 1      | 0    |
| 9   | Bułgaria    | 0     | 0      | 1    |

## Kobiety styl wolny

### Medaliści
| Konkurencja | Złoto                    | Srebro            | Brąz                |
| ----------- | ------------------------ | ----------------- | ------------------- |
| -48 kg      | Inga Karamczakowa        | Brigitte Wagner   | Angélique Berthenet |
| -51 kg      | Olga Smirnowa            | Ida Hellström     | Inessa Rebar        |
| -55 kg      | Tetiana Łazarewa         | Ida-Theres Nerell | Gudrun Høie         |
| -59 kg      | Sara Eriksson            | Monika Michalik   | Christina Oertli    |
| -63 kg      | Małgorzata Bassa-Roguska | Lene Aanes        | Darja Nazarowa      |
| -67 kg      | Lise Legrand             | Anita Schätzle    | Anna Szamowa        |
| -72 kg      | Swietłana Martynienko    | Nina Englich      | Switłana Sajenko    |

### Tabela medalowa
| Lp. | Państwo  | Złoto | Srebro | Brąz |
| --- | -------- | ----- | ------ | ---- |
| 1   | Rosja    | 3     | 0      | 2    |
| 2   | Szwecja  | 1     | 2      | 0    |
| 3   | Polska   | 1     | 0      | 1    |
| 4   | Ukraina  | 1     | 0      | 2    |
| 5   | Francja  | 1     | 0      | 1    |
| 6   | Niemcy   | 0     | 3      | 1    |
| 7   | Norwegia | 0     | 1      | 1    |